# 富山市農業協同組合
富山市農業協同組合（とやましのうぎょうきょうどうくみあい）は、富山県富山市に本所を置く農業協同組合。

## 沿革
- 2016年（平成28年）11月12日 - 店舗の統廃合を実施[1]し、1本所7支所から1本店2支店に集約。

## 店舗
| 店舗コード | 店舗名   | 所在地                          |
| ---------- | -------- | ------------------------------- |
| 221        | 本店     | 富山市吉岡466番地1（南支店2階） |
| 222        | 南支店   | 富山市吉岡466番地1              |
| 225        | 中央支店 | 富山市堀川町210番地             |